# 拉伯 (石勒苏益格-荷尔斯泰因州)
拉伯（德語：Laboe，發音：[laˈbøː] ⓘ）是德国石勒苏益格-荷尔斯泰因州普伦县的市镇，面积5.23平方千米，2023年12月31日人口为5,572人。

## 地名
该地名“Laboe”的发音为[laˈbøː] ⓘ，“oe”的发音为[øː]（相当于“ö”），根据实际发音与译写规范，其应译作“拉伯”，《世界地名翻译大辞典》与《世界地名译名词典》将其误译作“拉博”。